# T. J. Fox
Thomas Joseph „T. J.“ Fox (* 11. Juni 1984 in Oswego, New York) ist ein ehemaliger US-amerikanischer Eishockeyspieler, der im Verlauf seiner aktiven Karriere zwischen 2005 und 2014 unter anderem 163 Spiele für die Worcester Sharks und Wilkes-Barre/Scranton Penguins in der American Hockey League (AHL) auf der Position des linken Flügelstürmers bestritten hat. Darüber hinaus absolvierte er weitere 77 Partien in der 2. Eishockey-Bundesliga und Eishockey-Oberliga.

## Karriere
Fox begann seine Karriere 2002 in der US-amerikanischen Juniorenliga United States Hockey League (USHL), wo er zunächst für die Green Bay Gamblers spielte. Diese verließ er nach nur einer Saison und wechselte im Sommer 2003 innerhalb der Liga zu den Chicago Steel. Für die Steel lief der US-Amerikaner bis zum Sommer 2005 auf, ehe er ans Union College ging, um mit seinem Studium zu beginnen. Gleichzeitig trat er mit dem Universitätsteam zwei Jahre lang in der National Collegiate Athletic Association (NCAA) an.
Nach Abschluss der Collegesaison 2006/07 und seines Studiums unterschrieb der ungedraftete Stürmer als Free Agent einen Vertrag für die Saison 2007/08 in der Organisation der San Jose Sharks aus der National Hockey League (NHL), die ihn in ihrem Farmteam, den Worcester Sharks, in der American Hockey League (AHL) einsetzten. Nachdem sein auslaufender Vertrag im Sommer 2009 nicht verlängert wurde, verpflichteten ihn die Wheeling Nailers aus der ECHL. Die Saison 2010/11 spielte er in Deutschland bei den Hannover Indians in der 2. Bundesliga und kehrte im August 2011 nach Nordamerika zurück. Dort unterschrieb er bei den Texas Brahmas in der Central Hockey League (CHL). Im Frühjahr 2012 wurde das Franchise von einer in Fort Worth ansässigen Investorengruppe übernommen.
Im Dezember 2012 kehrte Fox auf Basis eines Probevertrags nach Deutschland zu den Eispiraten Crimmitschau in die 2. Bundesliga zurück, für die er vier Partien absolvierte. Nach Ablauf des vereinbarten Vertrags verließ der US-Amerikaner den Klub am Ende des Monats. Daraufhin sicherten sich die Füchse Duisburg aus der drittklassigen Eishockey-Oberliga seine Dienste bis zum Saisonende. Nachdem er im Sommer 2013 in die Vereinigten Staaten zurückgekehrt war, bestritt er in der Saison 2013/14 seine letzte Profisaison bei den Denver Cutthroats in der CHL, ehe er seine Karriere im Alter von 30 Jahren für beendet erklärte.

## Erfolge und Auszeichnungen
- 2005 Teilnahme am USHL All-Star Game

## Karrierestatistik
(Legende zur Spielerstatistik: Sp oder GP = absolvierte Spiele; T oder G = erzielte Tore; V oder A = erzielte Assists; Pkt oder Pts = erzielte Scorerpunkte; SM oder PIM = erhaltene Strafminuten; +/− = Plus/Minus-Bilanz; PP = erzielte Überzahltore; SH = erzielte Unterzahltore; GW = erzielte Siegtore; 1 Play-downs/Relegation; Kursiv: Statistik nicht vollständig)